# Конти (Західнопоморське воєводство)
Конти (пол. Kąty, нім. Kattenhof) — село в Польщі, у гміні Ґоленюв Голеньовського повіту Західнопоморського воєводства.
Населення — 218 осіб (2011).
У 1975-1998 роках село належало до Щецинського воєводства.

## Демографія
Демографічна структура станом на 31 березня 2011 року:
|          | Загалом | Допрацездатний вік | Працездатний вік | Постпрацездатний вік |
| -------- | ------- | ------------------ | ---------------- | -------------------- |
| Чоловіки | 118     | 27                 | 80               | 11                   |
| Жінки    | 100     | 23                 | 61               | 16                   |
| Разом    | 218     | 50                 | 141              | 27                   |